# Elecciones estatales del Sarre de 1975
Las elecciones a la quinta legislatura del Landtag de Sarre tuvieron lugar el 4 de mayo de 1975, el primer ministro Franz Josef Röder se presentó de nuevo a la reelección. El oponente de Röders fue el líder parlamentario del SPD Friedel Läpple.
Mientras que el SPD y el FDP juntos alcanzaron el 49,2 por ciento de los votos, la CDU llegó al 49,1 por ciento de los votos. Esto significó un total de 25 escaños para ambos lados.
Debido a la situación de estancamiento, Röder gobernó hasta 1977 en un gobierno en minoría hasta que el FDP en 1977 entró en una coalición con la CDU y así Röder poseyó de nuevo una mayoría.
Como consecuencia de este resultado se decidió por el Parlamento, que el número de diputados se debá aumentar a 51 con el fin de evitar estancamientos futuros.
El 25 de junio de 1979 Franz Josef Röder anunció su renuncia y proclamó a Werner Zeyer como su sucesor preferido. El día después de esta declaración Röder murió inesperadamente. Entonces Zeyer fue elegido por el Parlamento como el nuevo primer ministro.

## Resultado
La participación fue del 88,8%.
Los resultados partidarios fueron:
| Partido | Partido | Votos   | %      | Escaños |
| ------- | ------- | ------- | ------ | ------- |
|         | CDU     | 347.094 | 49,1 % | 25      |
|         | SPD     | 295.406 | 41,8 % | 22      |
|         | FDP/DPS | 52.100  | 7,4 %  | 3       |
|         | DKP     | 6.864   | 1,0 %  | −       |
|         | NPD     | 4.774   | 0,7 %  | —       |